# Koňovití
Koňovití (Equidae) jsou jednou ze tří recentních (žijících) čeledí řádu lichokopytníků.
Na rozdíl od ostatních dvou čeledí mají zachován pouze jediný, třetí prst, z druhého a čtvrtého se zachovaly jen rudimenty (bodcové kosti). Prst je chráněn rohovitým kopytem, zvířata našlapují na okraj kopyta (chodí „po nehtu“).
Všichni koňovití jsou stádní, sociální zvířata, která potřebují kontakt s ostatními jedinci svého druhu. Žijí v malých rodinných skupinách, tvořených hřebcem (zřídka dvěma hřebci) a jejich harémem, klisnami a jejich potomky. Tyto rodinné skupiny jsou velmi stálé, jedinci uvnitř skupiny se dobře znají a trvale zůstávají spolu. Hřebec svůj harém brání před jinými samci.
Rodinné skupiny se volně sdružují do větších i velkých stád.
Výjimku tvoří zebra Grévyho a divoký asijský osel, kde jsou hřebci vázáni na určité území, které brání. Páří se se samicemi, které pravidelně migrují přes toto jejich teritorium.
Většina koňovitých je divoká a nelze ji zkrotit. Dva druhy se ale člověku podařilo domestikovat: je to osel domácí (Equus asinus) a kůň domácí (Equus caballus)

## Systém koňovitých
Do čeledi koňovitých patří pouze jeden recentní rod, Equus.
- Podrod: kůň (Equus)
  - Druh: kůň Převalského (Equus przewalskii)
  - Druh: tarpan (Equus ferus) †
  - Druh: kůň domácí (Equus caballus)
- Podrod: osel (Asinus)
  - Druh: osel africký (Equus africanus)
  - Druh: osel domácí (Equus asinus)
  - Druh: osel asijský (Equus hemionus)
  - Druh: kiang (Equus kiang)
- Podrod: zebra (Hippotigris)
  - Druh: zebra stepní (Equus quagga)
    - zebra Böhmova (Equus quagga boehmi)
    - zebra bezhřívá (Equus quagga borensis)
    - zebra Burchellova (Equus quagga burchellii)
    - zebra Chapmanova (Equus quagga chapmani)
    - zebra Crawshayova (Equus quagga crawshayi)

  - Druh: zebra Grévyho (Equus grevyi)
  - Druh: zebra horská (Equus zebra)
    - zebra Hartmannové (Equus zebra hartmannae)
    - zebra kapská (Equus zebra zebra)

## Evoluce
Nejstarším známým zástupcem koňovitých je pravděpodobně rod Sifrhippus, žijící v období třetihorního eocénu (před 56 až 50 miliony) let na území dnešního amerického Wyomingu.